# Euro Stoxx 50
Euro Stoxx 50 er et aktieindeks, der dækker 50 af Eurozonens børsnoterede selskaber. Det er designet af virksomheden Stoxx, en schweizisk indeks-udbyder, der ejes af Deutsche Börse. Indekset domineres af franske aktier (30 %) og tyske aktier (30 %), i alt er der selskaber fra 8 lande. Ifølge Stoxx er målet at tilbyde en blue-chip-repræsentation af Eurozonens super-ledende børsnoterede selskaber. Euro Stoxx 50 blev lanceret 26. februar 1998.